# Goetheanum
Le Goetheanum est un bâtiment érigé sur la colline de Dornach, à 10 km au sud de Bâle. Il constitue le siège de la Société anthroposophique universelle et de l’École Libre de Science de l'Esprit fondées par Rudolf Steiner qui lui a donné ce nom en référence aux travaux de Johann Wolfgang von Goethe.
Dans ce bâtiment construit autour d'une grande salle de théâtre, sont encore données des représentations intégrales du Faust de Goethe. On y donne encore régulièrement des concerts et des spectacles d'eurythmie. En outre, plusieurs congrès s'y tiennent chaque année.
Le Goetheanum comporte une vaste bibliothèque publique, une librairie, des salles de cours et de conférences. On peut aussi y voir des vitraux obtenus par la technique du dessin hachuré, ainsi que le groupe sculpté du Représentant de l'humanité, qui échappa à l'incendie du premier Goetheanum, car il n'était pas encore en place.

## Histoire

### Le premier Goetheanum (1913-1922)
Source : Geneviève et Paul-Henri Bideau, Une biographie de Rudolf Steiner

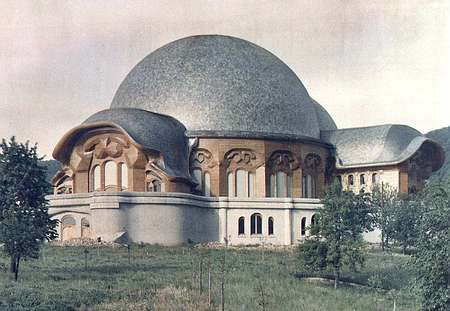
Le premier Goetheanum.

Dans les premiers temps du mouvement anthroposophique, les représentations théâtrales étaient données dans des salles louées, notamment à Munich entre 1910 et 1913. Ce fut le cas pour les Drames-Mystères de Rudolf Steiner et pour certaines pièces d'Édouard Schuré. Les membres envisageaient de construire un théâtre et centre d'activités qui leur fut propre à Munich. Bien que les esquisses et préparatifs d'une telle construction fussent déjà bien avancés en 1911, il ne fut pas possible de construire un tel bâtiment à Munich pour des raisons urbanistiques et administratives. Certains membres de la Société anthroposophique offrirent à Rudolf Steiner un terrain situé sur une colline à Dornach à proximité de Bâle. Le projet de Munich fut alors adapté à son nouvel environnement et la première pierre fut posée le 20 septembre 1913 sur la colline de Dornach. C'était une construction en bois à coupole double, ornée de sculptures et de peintures. En pleine guerre, les membres de dix-sept nations ennemies œuvrèrent ensemble à son édification. Il fut inauguré en septembre 1920 par un congrès bien qu'il ne fût pas complètement achevé intérieurement. Une trentaine d'orateurs furent conviés à y prendre la parole à cette occasion. Cet édifice d'une taille respectable (80 m × 60 m au sol pour une hauteur de 34 m) avait été conçu pour accueillir neuf cents spectateurs environ.
Dans ce premier Goetheanum, il y avait neuf fenêtres munies de vitraux colorés disposés en triptyque. Rudolf Steiner fit construire un atelier spécial (Das Glashaus) à proximité pour la fabrication de ces vitraux, qui furent gravés au moyen de meules au carborundum. La technique de gravure consistait à faire naître le motif en faisant varier l'épaisseur du verre coloré. L'impression de relief était obtenue par les variations de la profondeur de gravure qui modulaient le passage de la lumière. Il fut détruit par un incendie criminel dans la nuit de la Saint-Sylvestre 1922-1923. Au matin du Nouvel-An 1923, il était consumé : seules demeuraient les fondations en béton. Une place spéciale avait été réservée à une sculpture haute de neuf mètres cinquante réalisée par Edith Maryon et Rudolf Steiner. Cette sculpture monumentale, de quelque vingt tonnes, que Steiner nommait « Le représentant de l'humanité », échappa à l'incendie car elle était en cours d'achèvement dans un atelier attenant à la menuiserie.

### Le second Goetheanum (1925)

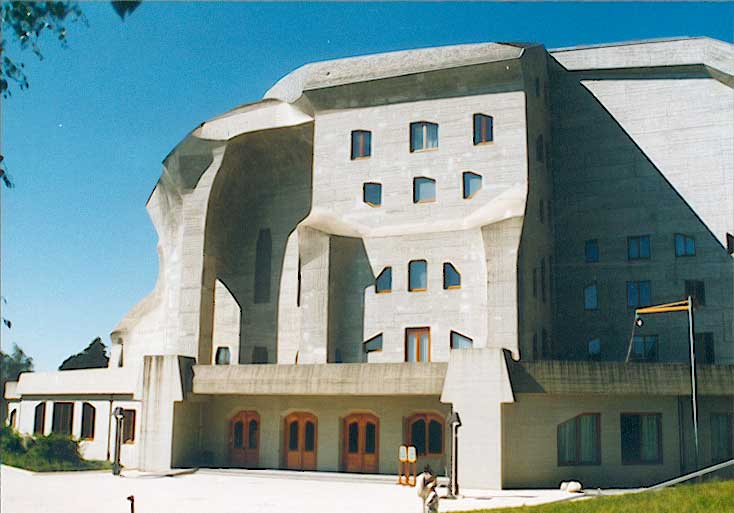
Le Goetheanum, façade sud

En mars 1924, Rudolf Steiner réalisa des esquisses et la maquette du second Goethéanum, qui fut construit en béton armé entre 1925 et 1928. Toutefois pour des raisons urbanistiques, certaines modifications durent être faites au projet initial. L'édifice fut de la sorte un peu moins élevé qu'initialement prévu. C'était le premier bâtiment de taille monumentale (85 m × 91 m à la base pour une hauteur de 37 m) à être construit avec ce matériau. En 1928, on inaugurait un bâtiment encore à l'état brut et, dans les 70 années suivantes jusqu'en 1998, la construction fut poursuivie par étapes sur l'emplacement même du premier bâtiment. Ce nouveau Goetheanum devait, outre une salle de spectacle pour 1000 personnes, contenir des locaux pour les diverses activités : ateliers, salles de conférences, bureaux, etc. Une petite salle de spectacle, non prévue à l'origine, fut ajoutée au rez-de-chaussée, la « Grundsteinsaal » (salle de la pierre de fondation). Elle peut accueillir 450 personnes.

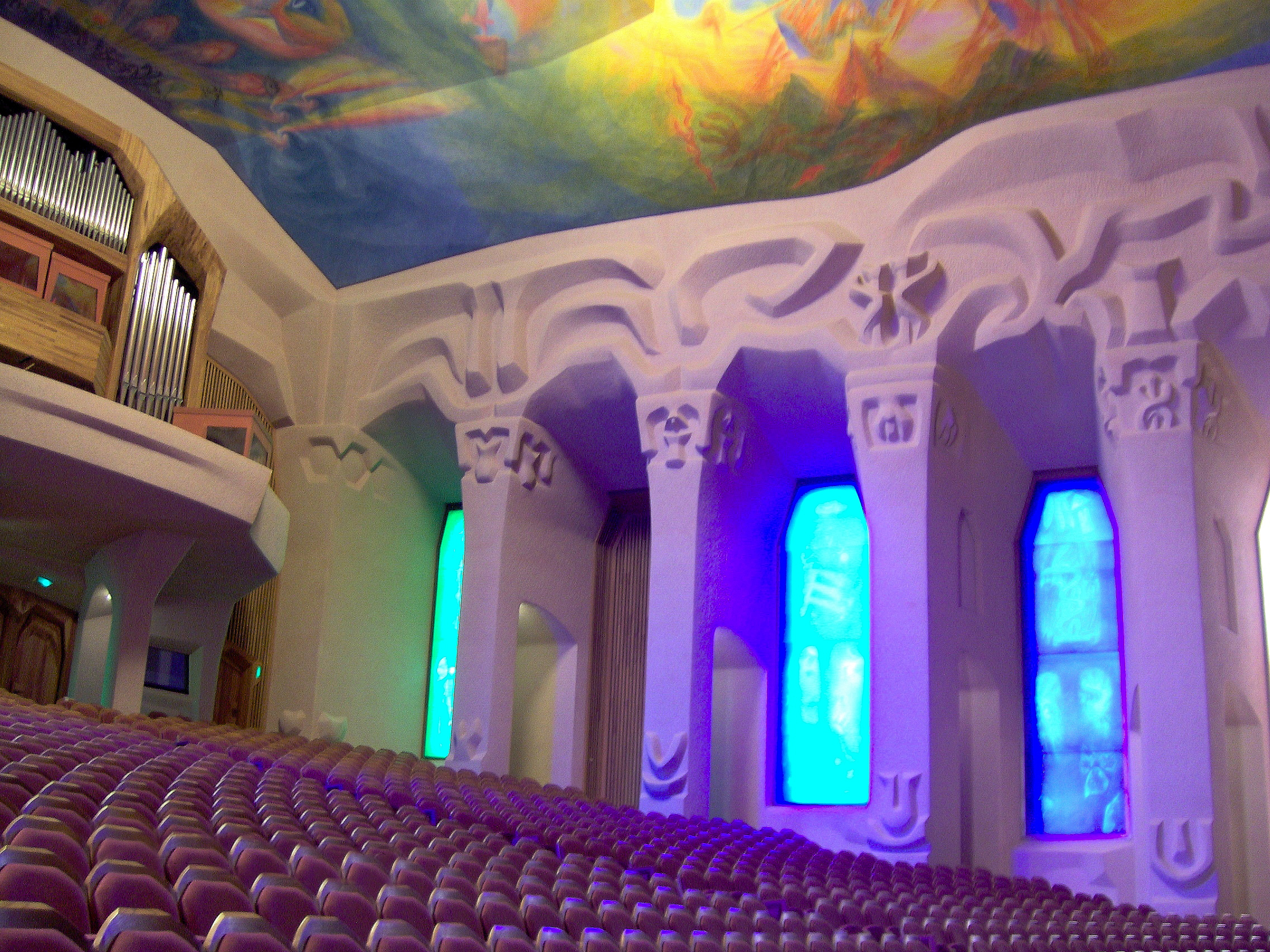
La grande salle

La grande salle de spectacle, qui se trouve à l'étage supérieur, resta inachevée jusqu'en 1957. Les vitraux, qui ornent cette grande salle, et le grand hall de l'entrée principale située du côté ouest, furent cette fois réalisés au moyen d'une autre technique de gravure. Steiner demanda à Assia Tourgueniev d'exécuter toutes les gravures selon la technique du dessin hachuré. Dans la partie sud de l'étage supérieur, un emplacement fut aussi réservé dans un local distinct pour le groupe en bois d'orme sculpté par Steiner et Edith Marion. En août 1996 des travaux importants furent entrepris pour remodeler la grande salle dont l'architecture laissait à désirer pour satisfaire aux principes de l'architecture organique particulière de Steiner. Les plafonds furent à cette occasion ornés de fresques dont les sujets sont empruntés à « La science de l'occulte » et au processus initiatique moderne. La Grande salle fut inaugurée lors d'un congrès à Pâques 1998.

## Bibliographie

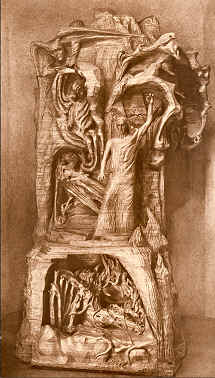
Groupe en bois d'orme sculpté par Rudolf Steiner et Edith Maryon, situé au Goetheanum.
Il manifeste au centre le représentant de l'humanité luttant entre Lucifer et Ahriman pour les équilibrer. Ce combat se déroule à l'intérieur de chaque homme, qui a le choix de favoriser l'un ou les deux autres protagonistes par sa manière de vivre. À gauche est représentée la possibilité de victoire de Lucifer et Ahriman se rejoignant. En haut à gauche est représenté le regard du monde spirituel sur ce combat, ce regard est aussi décrit comme l'humour du monde.